# Johann Joseph Fux
Johann Joseph Fux (Hirtenfeld, 1660 – Bécs, 1741. február 13.) osztrák zeneszerző, zeneteoretikus, karmester és orgonista. Az osztrák barokk zene kiemelkedő alakja. A bécsi császári udvar karmestere, orgonistája és zeneszerzője. Közel 400 művet komponált, köztük zenekari műveket, triószonátákat, operákat stb. Gradus ad Parnassum (A Parnasszus lépcsője) címmel 1725-ben zeneszerzés-tankönyvet írt, melyben összefoglalta és megfogalmazta az ellenpontozás szabályait. Ezen könyvén zeneszerzők több nemzedéke nőtt fel, többek között Joseph Haydn is ebből tanult fiatalkorában.